# Zimbabwe op de Gemenebestspelen

Vlag van Zimbabwe

Zimbabwe is een land dat deelnam aan de Gemenebestspelen (of Commonwealth Games). Van 1934 tot 2002 heeft Zimbabwe twaalfmaal deelgenomen. Tijdens deze twaalf deelnames won het land in totaal 44 medailles.

## Medailles
| Zimbabwe op de Gemenebestspelen | Zimbabwe op de Gemenebestspelen | Zimbabwe op de Gemenebestspelen | Zimbabwe op de Gemenebestspelen | Zimbabwe op de Gemenebestspelen | Zimbabwe op de Gemenebestspelen |
| ------------------------------- | ------------------------------- | ------------------------------- | ------------------------------- | ------------------------------- | ------------------------------- |
| Jaar                            | Goud                            | Zilver                          | Brons                           | Totaal                          | Rang                            |
| 1934                            | -                               | -                               | 2                               | 2                               | 11                              |
| 1938                            | -                               | -                               | 2                               | 2                               | 10                              |
| 1950                            | -                               | 1                               | -                               | 1                               | 12                              |
| 1954                            | 3                               | 6                               | 3                               | 12                              | 7                               |
| 1958                            | -                               | -                               | 3                               | 3                               | 19                              |
| 1962                            | -                               | 2                               | 5                               | 7                               | 12                              |
| 1978                            | -                               | -                               | -                               | -                               | /                               |
| 1982                            | 1                               | -                               | -                               | 1                               | 14                              |
| 1990                            | -                               | 2                               | 1                               | 3                               | 22                              |
| 1994                            | -                               | 3                               | 3                               | 6                               | 19                              |
| 1998                            | 2                               | -                               | 3                               | 5                               | 14                              |
| 2002                            | 1                               | 1                               | -                               | 2                               | 22                              |